# Regio Arnhem Nijmegen
De Regio Arnhem Nijmegen (officiële naam Gemeenschappelijk Orgaan Arnhem Nijmegen City Region) is sinds december 2015 een samenwerkingsverband rond de Nederlandse steden Arnhem en Nijmegen, waarin 17 gemeenten in de provincie Gelderland en één in de provincie Limburg deelnemen. De regio is een voortzetting van de Stadsregio Arnhem Nijmegen in een lichtere vorm van samenwerking. 
De Regio Arnhem Nijmegen is geen uitvoerende organisatie. De overleggen die gevoerd worden zijn gericht op het bereiken van bestuurlijke slagkracht op regionale thema's. Besluiten worden door de 18 aangesloten gemeenten genomen. In 2021 is in de vorm van een gemeenschappelijke regeling opnieuw vormgeven aan de samenwerking: Groene Metropoolregio Arnhem-Nijmegen.  

## De regio in kaart gebracht
In de kaart is aangegeven hoe het grondgebied van de regio eruitziet.

## Thema's
De samenwerking richt zich op de thema's duurzaamheid, economie, mobiliteit en wonen. De portefeuillehouders uit de 18 aangesloten regiogemeenten komen elk kwartaal bijeen voor een Portefeuillehoudersoverleg (PFO). 
De voormalige Stadsregio Arnhem Nijmegen is in juli 2017 definitief opgeheven.

## Gemeenten
De gemeenten die samenwerking in Regio Arnhem Nijmegen zijn de volgende:
- Arnhem
- Berg en Dal
- Beuningen
- Doesburg
- Druten
- Duiven
- Heumen
- Lingewaard
- Montferland
- Mook en Middelaar
- Nijmegen
- Overbetuwe
- Renkum
- Rheden
- Rozendaal
- Westervoort
- Wijchen
- Zevenaar, sinds 1 januari 2018 de fusiegemeente ontstaan (fusie van Rijnwaarden en Zevenaar)